# Adolf Strömstedt

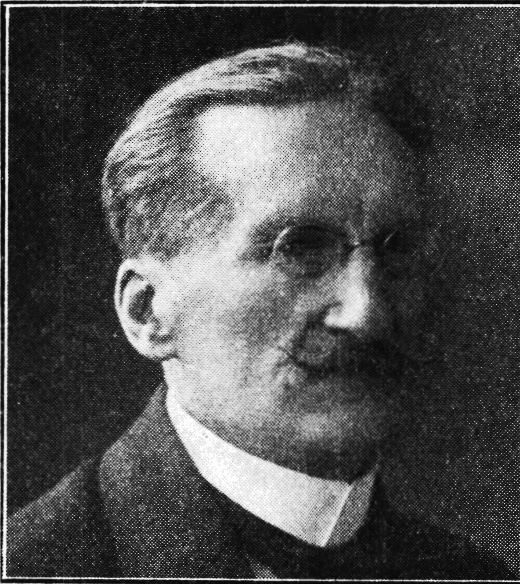
Adolf Strömstedt

Adolf Strömstedt, född den 7 juli 1860 i Strömstad, död den 15 januari 1928 i Göteborg, var en svensk psykiater och poet.

## Biografi
Strömstedt var son till arbetaren August Andersson och dennes norska hustru Trine Bolete Iversen. Han växte upp under mycket fattiga förhållanden men lyckades få avlägga studentexamen i Göteborg 1881 och därefter studera vid Lunds universitet där han inskrevs 1883. I Lund anslöt Strömstedt sig till de litterära och "rabulistiska" kretsarna i bland annat D.U.G. och Tuakotteriet. I Lund var han nära vän till Emil Kléen. 
Strömstedt blev medicine licentiat 1899 och så småningom läkare (psykiater) i Göteborg. Han verkade där bland annat vid Härlanda fängelse och vid epidemisjukhuset där han var överläkare 1924–1926.
Som författare medverkade Strömstedt i Medicinsk månadsrevy och skrev ett stort antal populärvetenskapliga medicinska artiklar i olika tidningar. Efter hans död utgavs några dikter ur hans poetiska produktion i boken Dikter.
Strömstedt gifte sig 1899 med Gerda Maria Catharina Comstedt (född 1875 i Nordmaling). Makarna är begravda på Östra kyrkogården i Göteborg.